# Сербез Катерина Пантеліївна
Катерина Пантеліївна Сербез (нар. 22 вересня 1931, село Займанка, тепер Зачепилівського району Харківської області) — українська радянська діячка, голова колгоспу «Побєда» Куйбишевського району Запорізької області, директор Розівської державної сортодослідної станції Запорізької області. Депутат Верховної Ради УРСР 10-го скликання.

## Біографія
У 1950 році закінчила Красноградський сільськогосподарський технікум Харківської області.
У 1950—1955 роках — дільничний агроном машинно-тракторної станції (МТС) імені Урицького Розівського району Запорізької області.
У 1955—1962 роках — агроном колгоспу «Побєда» села Новомлинівки Розівського району Запорізької області.
Член КПРС з 1956 року.
У 1962—1997 роках — голова колгоспу «Побєда» села Новомлинівки Куйбишевського (потім — Розівського) району Запорізької області
У 1979 закінчила заочно Херсонський сільськогосподарський інститут, вчений агроном.
З 1997 року — директор Розівської державної сортодослідної станції Запорізького обласного державного центру експертизи сортів рослин у селі Зоряне Розівського району Запорізької області.

## Нагороди
- орден Жовтневої Революції
- орден Трудового Червоного Прапора (1976)
- два ордени «Знак Пошани» (1973,)
- медалі
- заслужений працівник сільського господарства Української РСР (1981)
- почесний громадянин Розівського району